# Henri Grange
Pour les articles homonymes, voir Grange.
Henri Grange, né le 14 septembre 1934 à Saillans (Drôme), est un ancien joueur de basket-ball français.

## Biographie
La famille de Henri Grange s'installe en 1946 à Casablanca au Maroc, son père occupant un poste d'instructeur de marine. 
Henri Grange joue dans le club B.U.S de Casablanca. C'est lors d'une rencontre entre la sélection marocaine et une sélection française qu'il est remarqué par André Buffière. En 1953, il est convoqué pour un stage en équipe de France. Il obtient sa première sélection en septembre de la même année face à l'Autriche.
Il rejoint ensuite le club de l'ASVEL Villeurbanne avec lequel il remporte trois titres successifs de champion de France, de 1955 à 1957. Il remporte ensuite quatre autres titres en 1964, 1966, 1968, 1969 et trois coupes de France.
En 2007, Henri Grange fait son entrée à l'Académie du basket-ball français.

## Carrière
- 1954-1969 :  ASVEL Villeurbanne (Nationale 1)

## Palmarès

### En club
- Champion de France en 1955, 1956, 1957, 1964, 1966, 1968, 1969
- Coupe de France en 1957, 1965, 1967

### En équipe de France
Championnat d'Europe 1959
Grange compte 133 sélections en équipe de France. Il dispute cinq fois le championnat d'Europe, en 1955, 1957, 1959, 1961 et 1963, le championnat du monde en 1963 et les jeux Olympiques en 1956 et 1960.